# Pomorcy (staroobrzędowcy)

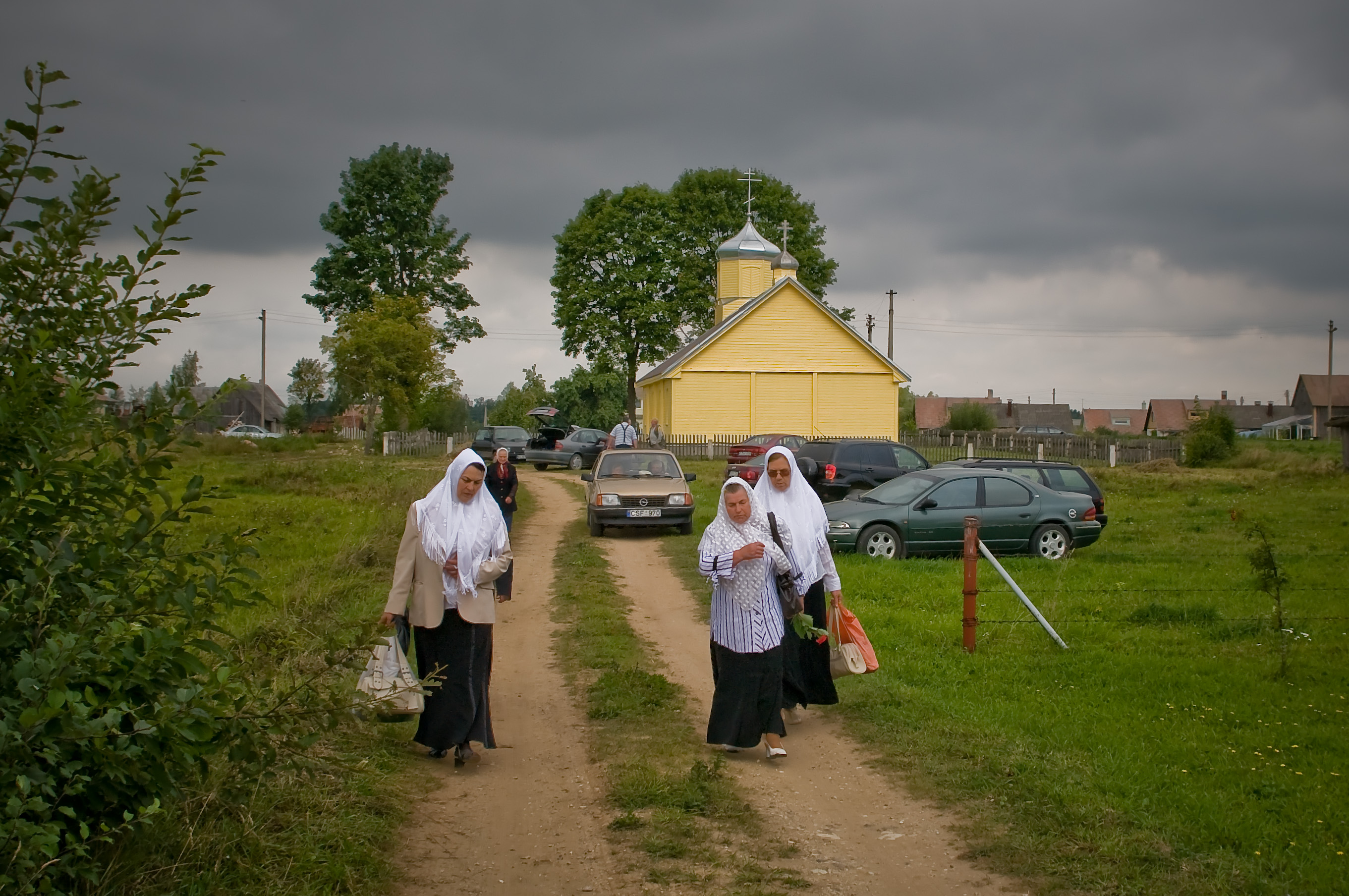
Członkinie gminy staroobrzędowej w Smilgiai (Litwa) przy molennie

Pomorcy – jeden z nurtów w obrębie ruchu staroobrzędowców-bezpopowców, jaki wyodrębnił się w końcu XVII stulecia. Na początku XXI w. była to najliczniejsza wspólnota (ros. sogłasije) bezpopowska, licząca ok. 800 tys. wyznawców. Najwięcej pomorców żyje w Rosji, gdzie zrzeszeni są w Staroprawosławnej Cerkwi Pomorskiej.

## Historia

### Podział w ruchu staroobrzędowym
W końcu XVII w. nastąpił podział w ruchu staroobrzędowym. Jego przyczyną było wymarcie kapłanów wyświęconych według rytu sprzed reformy liturgicznej patriarchy Nikona, której sprzeciwiali się starowiercy. Część staroobrzędowców postanowiła wówczas przyjmować do swoich wspólnot duchownych wyświęconych w Rosyjskim Kościele Prawosławnym według zmienionego rytu – tak powstał nurt popowców. Inni uznali, że świat został całkowicie pozbawiony kapłaństwa i jedynym przewodnikiem wiernych może być Jezus Chrystus – tych określa się jako bezpopowców. Samodzielne wyświęcanie kapłanów we wspólnotach staroobrzędowych nie było możliwe, gdyż ruchu sprzeciwu wobec reformy nie poparła hierarchia biskupia.
Za moment ukonstytuowania się nurtu bezpopowskiego uważa się sobory z lat 1692 i 1694. Praktycznie od początku bezpopowcy zaczęli dzielić się na niezależne od siebie wspólnoty, których nauczanie, przy zachowaniu wspólnego przekonania o panowaniu Antychrysta na ziemi, różniło się od siebie.

### Działalność pomorców w XVIII-XIX w.
Nauczanie bezpopowców szybko znajdowało zwolenników zwłaszcza w trudno dostępnym, słabo zaludnionym i cywilizacyjnie słabo rozwiniętym regionie rosyjskiego Pomorza. Działalność misyjną prowadzili tam mnisi jednego z najważniejszych ośrodków staroobrzędowych - Monasteru Sołowieckiego: Ignacy, Herman, Gennadiusz i Korneliusz. Ostatni z wymienionych założył w 1695 razem z Daniiłem Wikulinem i Andriejem Dienisowem Pustelnię Wygowską – bezpopowski ośrodek życia monastycznego. Z czasem rozwinął się on w zespół męskich i żeński monasterów i skitów, przy których funkcjonowały także wspólnoty osób świeckich. Przyczyniły się one w dużej mierze do zagospodarowania obszarów Pomorza, ich mieszkańcy zajmowali się nadto łowiectwem, rybołówstwem oraz utrzymywali ożywione kontakty handlowe z Moskwą i Petersburgiem. Mnisi z Pustelni Wygowskiej prowadzili również szeroką działalność literacką i teologiczną. Dienisow opracował w 1772 roku część dzieła „Pomorskije otwiety” (Pomorskie odpowiedzi), zawierającą oficjalną doktrynę bezpopowców. Jego brat Siemion (1682–1744) jest autorem żywota obrońców starej wiary, a Iwan Filippow (1655–1744) – historii klasztorów nad Wygiem. Monaster prowadził również szkoły, kształcące nastawników, psalmistów i ikonografów. W latach 30. XVIII w. wskutek rozłamu we wspólnocie nad Wygiem z pomorców wyodrębniła się wspólnota filiponów. W II połowie tego samego stulecia pomorcy utworzyli silną wspólnotę w Moskwie, wznosząc molennę pod wezwaniem Opieki Matki Bożej. Z inicjatywy gminy moskiewskiej pomorcy w 1798 przywrócili wśród swoich wyznawców instytucję małżeństwa. 
W 1835 w Pustelni Wygowskiej przebywało trzy tysiące osób. W 1854 wspólnota ta została ostatecznie zlikwidowana na mocy ukazu carskiego. Od początku XIX w. drugim ośrodkiem pomorców była ziemia Saratowska. W samym Saratowie prywatni fundatorzy wznieśli molennę (działała w latach 1821-1854), we wsiach pod miastem działały do 1845 trzy pomorskie skity. Mnisi wspólnoty żyli również w Wolsku. Pomorcy rozprzestrzeniali się ponadto na Uralu), Syberii Zachodniej, w guberniach permskiej i wiackiej. Do końcu I poł. XIX w. praktyka modlitwy za cara i błogosławienia małżeństw w molennach stała się w gminach pomorskich powszechna. W 1875 sobór pomorców, z udziałem 95 delegatów gmin, uznał inne nurty bezpopowskie (fiedosiejewców, filiponów oraz grupy pomorców przeciwnych małżeństwom) nieuznające małżeństw zawieranych bez kapłanów za heretyków I stopnia. W XIX w. w Moskwie działało około pięćdziesięciu prywatnych molenn pomorskich. 

### XX wiek

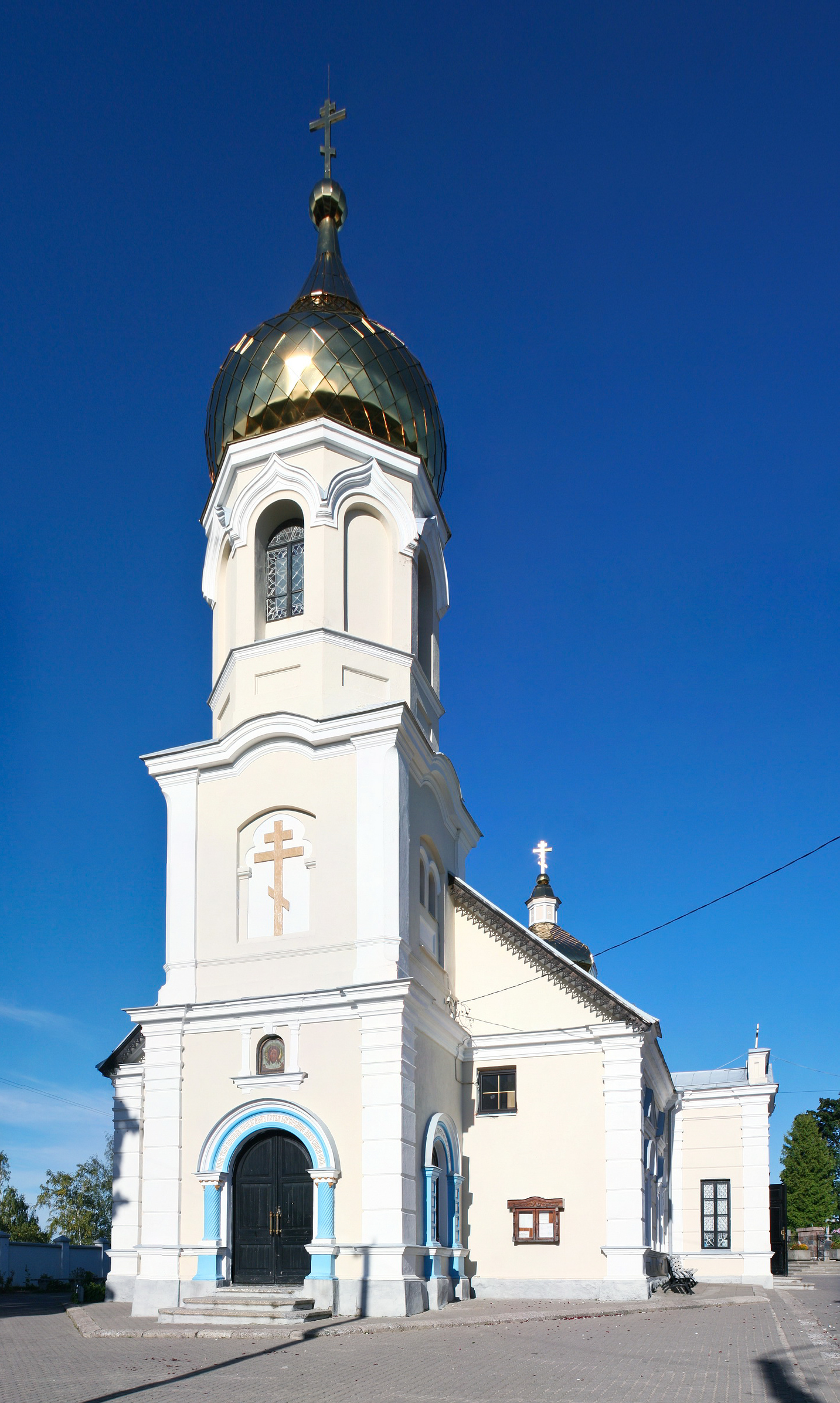
Molenna Opieki Matki Bożej w Wilnie - znaczący ośrodek staroobrzędowców krajów bałtyckich, miejsce soborów pomorskich w dwudziestoleciu międzywojennym i w ZSRR

Po ogłoszeniu w 1905 przez cara Mikołaja II ukazu tolerancyjnego, który nadawał staroobrzędowcom pełnię praw publicznych, działalność pomorców znacznie się ożywiła. W 1901 w Wilnie odbył się zjazd nastawników, w 1906 - zjazd pomorców z zachodnich i północnych guberni Imperium Rosyjskiego. W 1909 w moskiewskiej molennie Zmartwychwstania Pańskiego i Opieki Matki Bożej odbył się wszechrosyjski sobór pomorców, który postanowił powołać do życia naczelne organy koordynujące działalność gmin oraz przystąpić do organizacji szkół dla wyznawców oraz wydawania pisma religijnego. Drugi sobór, także zorganizowany w Moskwie, w 1912, dokonał wyboru członków Wyższej Rady Duchownej – organu nadzorującego aktywność lokalnych wspólnot pomorskich. Odrębny zjazd w Dyneburgu w 1911 poświęcony był zagadnieniom planowanej organizacji szkół ogólnych, kursów dla kandydatów na nastawników, misjonarzy i nauczycieli. Planowany na 1914 sobór wszechrosyjski nie odbył się z powodu wybuchu I wojny światowej. Odbył się również szereg zjazdów lokalnych, regulujących życie wspólnot w poszczególnych guberniach i regionach. 
W Związku Radzieckim pomorcy stali się ofiarami prześladowań religijnych na równi z kanonicznym Rosyjskim Kościołem Prawosławnym oraz z innymi wspólnotami staroobrzędowymi. W latach 30. XX wieku działalność ich gmin praktycznie zamarła lub zeszła do podziemia. W 1930 władze radzieckie odebrały pomorcom moskiewską molennę Zmartwychwstania Pańskiego i Opieki Matki Bożej. 
Swobodnie działalność duszpasterską mogły natomiast prowadzić wspólnoty pomorskie na terenie Polski (głównie na Wileńszczyźnie), Litwy, Łotwy i Estonii. Na Łotwie w okresie międzywojennym działały 82 gminy pomorskie liczące ok. 90 tys. wyznawców, na Litwie 35 tys. pomorców zrzeszało się w 53 wspólnotach, zaś w Estonii funkcjonowało 12 placówek duszpasterskich, z których korzystało 12 tys. wiernych. Przedstawiciele wspólnot ze wszystkich wymienionych państw utrzymywali ze sobą bliskie kontakty. W 1939, w czasie zjazdu w Wilnie, uchwalony został projekt powołania wspólnego, międzypaństwowego związku gmin pomorskich, czego nie udało się zrealizować z powodu wybuchu II wojny światowej. 
W Związku Radzieckim po II wojnie światowej pomorcy posiadali ograniczone możliwości działania. W latach 1966, 1974 i 1988 w Wilnie odbywały się ich sobory. 
Po upadku ZSRR, w 1993, pomorcy odzyskali molennę w Moskwie. Współcześnie (pocz. XXI w.) pomorcy prowadzą w Rosji ok. 200 gmin. Są obecni również w krajach bałtyckich (najwięcej parafii, 66, na Łotwie), Polsce (Wschodni Kościół Staroobrzędowy oraz Staroprawosławna Cerkiew Staroobrzędowców), Kazachstanie, Stanach Zjednoczonych, Kirgistanie, Mołdawii. Niewielkie grupy, nieposiadające odrębnych molenn, odnotowywane są w Rumunii, Finlandii, Niemczech, Szwecji, Francji, Argentynie i Brazylii. Ich łączną liczbę szacuje się na 800 tys..

## Nauczanie pomorców
Staroobrzędowcy zachowują całość nauczania Rosyjskiego Kościoła Prawosławnego (a w konsekwencji wszystkich kanonicznych Kościołów prawosławnych) w zakresie dogmatyki i teologii moralnej. Uważają się jednak za jedyne wyznanie głoszące prawdziwą naukę chrześcijańską, twierdząc, iż Cerkiew rosyjska sprzeniewierzyła się jej w momencie zmodyfikowania swoich obrzędów. Zachowywanie rosyjskich obrzędów i tekstów liturgicznych (w języku cerkiewnosłowiańskim) sprzed reformy w formie niezmienionej w żaden sposób jest podstawowym obowiązkiem wyznawców „starego obrzędu” wszystkich odłamów.
Podobnie jak wszyscy bezpopowcy, pomorcy przekonani są, iż nadejście Antychrysta na ziemię miało już miejsce. Ich życie duchowe zorganizowane jest w autonomicznych gminach kierowanych przez nastawników. Prowadzą oni nabożeństwa (oparte na prawosławnych nabożeństwach cyklu dobowego) i sprawują sakramenty pokuty i chrztu. 
Początkowo pomorcy odrzucali całkowicie małżeństwo, nakazując swoim wyznawcom życie w celibacie. Dopiero w 1798 dopuścili możliwość zakładania rodzin i współżycia płciowego. Do 1739 stanowczo sprzeciwiali się również tradycyjnej modlitwie za rządzących. Swoich wyznawców zobowiązywali do gotowości na każde poświęcenie w imię wiary, w tym na rytualne samospalenia.